# Guerra di Trieste
La guerra di Trieste fu un conflitto combattuto nel 1368-1369 tra la Serenissima Repubblica di Venezia e la città di Trieste, nel 1369 riceve il sostegno dell'Arciducato d'Austria in cambio della sottomissione (dedizione) ad esso, la guerra si conclude con la vittoria veneziana e la cessione sotto pagamento dei diritti sulla città giuliana alla Serenissima.

## Preludio
Sin dai tempi del dogado di Enrico Dandolo e dell'assedio di Zara durante la Quarta crociata, Trieste aveva mantenuto una condizione subalterna rispetto a Venezia, della quale era ora tributaria ora sottomessa, ma mai del tutto controllata. La città tergestina era, alla vigilia del conflitto, retta da un governo episcopale.
Trieste lotta per la sua indipendenza fine a se stessa senza mete di supremazia sui vicini.
Poco dopo l'elezione al dogado di Andrea Contarini, un episodio aveva dato il pretesto per il conflitto. L'arrivo nel porto della città di una galea veneziana in servizio di pattugliamento nel golfo per raggiungere una imbarcazione sospettata di  contrabbando aveva spinto alcuni triestini a reagire prendendo nottetempo d'assalto la galea e massacrandone l'equipaggio.
Il 3 settembre 1368, il Consiglio Maggiore Cittadino sentita la gravità del momento porge le scuse ufficiali a Venezia, promettendo atto di sottomissione e punizione dei colpevoli, oltre a rendere onore al vessillo di San Marco, ma quando venne il momento di ottemperare ai patti, la popolazione entra in tumulto, la guerra è preferita ad ogni umiliazione per l'indipendenza.
Venezia, già ferita dalla perdita della Dalmazia a seguito della pace di Zara del 1358, non poté lasciare impunito un simile affronto, scegliendo di riaffermare la propria supremazia marittima sull'Adriatico con la guerra.

## Il conflitto
Il comando navale venne affidato a Domenico Michiel, appoggiato da terra da contingenti mercenari: Trieste venne stretta d'assedio. Il Comune, in un estremo tentativo di non perdere la sua secolare e fiera indipendenza chiese soccorso invano a Gorizia, ai Carresi e ai Visconti. L'unico disposto ad intervenire fu Leopoldo III d'Asburgo che però pretese un patto di dedizione, Trieste accettò e gli si sottomise il 31 agosto 1369.
A fine estate del 1369 le forze austriache dei duchi Leopoldo e Alberto scesero dunque in campo, spingendo Venezia a fortificare il Trevigiano e il territorio di Ceneda, mentre loro intessevano alleanze col Patriarca di Aquileia.
Gli Austriaci vennero però battuti sotto le mura di Trieste dalle forze veneziane, rinforzate dagli equipaggi della flotta di Taddeo Giustinian, il 10 novembre 1369.  Il 17 novembre Trieste allo stremo delle forze e ridotta alla fame tratta la resa e apre le porte al comandante veneziano Paolo Loredan che a capo delle proprie truppe occupa la città.
Viene firmata la pace tra gli Asburgo e Venezia, Leopoldo III vende i diritti sulla città di Trieste per 75 000 fiorini, il 28 novembre 1369 entra a far parte dei possedimenti della Serenissima.

## Epilogo
Nonostante la pace con Trieste, il conflitto con l'Austria rimase formalmente aperto fino al 20 ottobre 1370, quando a Lubiana i plenipotenziari austriaci firmarono un trattato di perpetua e totale rinuncia ad ogni interesse e rivendicazione sulle terre triestine.
La situazione non durò tuttavia a lungo e già nel 1382 Trieste si pose sotto la protezione dell'Austria, della quale divenne parte integrante sino alla fine della prima guerra mondiale (1918).